# فرودگاه ییوژای هوانگلنگ
فرودگاه ییوژای هوانگلنگ (به انگلیسی: Jiuzhai Huanglong Airport) یک فرودگاه همگانی با کد یاتا JZH است که یک باند فرود بتن دارد و طول باند آن ۳۲۰۰ متر است. این فرودگاه در کشور چین قرار دارد و در ارتفاع ۳۴۴۸ متری از سطح دریا واقع شده‌است.

## شرکت‌های هواپیمایی و مقصدهای پروازی
As of April 2017, the airport is served by the following airlines.
| شرکت‌های هواپیمایی                               | مقصدهای پروازی                                                                                    |
| ----------------------------------------------- | ------------------------------------------------------------------------------------------------- |
| ایر چاینا                                       | پکن، چنگدو شوانگلیو، چنگچینگ ییانگبی، بایون گوآنگجو                                               |
| Chengdu Airlines                                | چنگدو شوانگلیو                                                                                    |
| هواپیمایی شرقی چین                              | چنگدو شوانگلیو، شانگهای پودنگ، شی‌آن شیان‌یانگ                                                      |
| هواپیمایی جنوبی چین اجرا توسط چونگ‌کینگ ایرلاینز | چنگچینگ ییانگبی                                                                                   |
| Lucky Air                                       | چنگدو شوانگلیو                                                                                    |
| سیچوان ایرلاینز                                 | چنگدو شوانگلیو، چنگچینگ ییانگبی، لانگ‌دونگ‌بائو گوئی‌یانگ، هانگجو ژیاشان، شی‌آن شیان‌یانگ، سانن شوفانگ |
| وست ایر                                         | چنگچینگ ییانگبی، شیاژونگ ژنگدینگ، ژنگژو سین‌ژنگ                                                    |